# Claes Breitholtz
Claes Breitholtz till Margreteholm, född 1620 i Reval/Tallinn, död 1706 på Margreteholm i Sandhems socken, Västergötland, var en svensk militär och hovman.

## Biografi
Breitholtz, som var son till ståthållaren Evert Bretholt (Eberhard Breitholtz), kom över från Estland till Sverige 1637 och var då hovman hos fältherren greve Jakob De la Gardie på palatset Makalös i Stockholm. Han deltog 1646 i den så kallade Stora ambassaden till Ludvig XIV av Frankrike, var 1648 hovmästare och chef för greve Magnus Gabriel De la Gardies hovförvaltning och innehade 1651 samma befattning hos greve Jakob De la Gardie.  
Breitholtz gick över i militär tjänst, fick svenskt adelskap av drottning Kristina 1650 och introducerades med sin ätt på Riddarhuset. Samma år ingick han äktenskap med en svensk adelsdam som stod kungahuset nära. Breitholtz grundade genom kungliga donationer, köp och godsbyten 1648–1670 en sätesgård för sin ätt, Margreteholm, vilken uppkallades efter hans hustru. 
I Karl X Gustavs polska krig 1655–1660 deltog Breitholtz som rytteriofficer i slagen vid Warszawa och Stibelow 1656 och avancerade då till regementschef. Under Karl XI:s krig med Danmark 1675–1679 utnämndes Breitholtz 1677 till generalmajor och underbefälhavare. Som sådan kommenderade Breitholtz kavalleriet och infanteriet, rikstygmästaren Per Larsson Sparre artilleriet under Magnus Gabriel De la Gardies överbefäl i striderna vid fronten mot Norge, den så kallade Gyldenløvefejden. Den 5 januari 1677 intog Breitholtz Strömstad från danskarna, men förlorade i slaget vid Uddevalla den 28 augusti 1677. 

### Familj
Breitholtz gifte sig 21 augusti 1650 i Stockholm med Margareta Ödell (död 1680), dotter till residenten Anders Ödell och Kijl. Från makarna Breitholtz härstammar ätten Breitholtz fyra nu levande grenar De fick tillsammans barnen Ebba Agnes Breitholtz (född 1651), överstelöjtnanten Magnus Anders Breitholtz (död 1721) vid Upplands femmänningskavalleriregemente, översten Carl Breitholtz (död 1717) vid Västmanlands regemente, korpralen Claes Breitholtz (död 1681) vid livregementet och Maria Breitholtz som var gift med majoren Lars Rutensköld.